# Katedra w Saint-Lizier
Katedra św. Lyceriusza w Saint-Lizier (fr. Cathédrale Saint-Lizier de Saint-Lizier) – kościół położony w Saint-Lizier.
Budowlę wznoszono w XI w. i oddano do użytku w 1117 r., ale już pod koniec XIII w. rozpoczęto rozbudowę chóru, absydy i transeptu oraz rozpoczęto budowę wieży. 
Od 1998 r. znajduje się na liście światowego dziedzictwa UNESCO. 